# HD172044
HD172044 — хімічно пекулярна зоря спектрального класу
B8 й має  видиму зоряну величину в смузі V приблизно  5,4.
Вона  розташована на відстані близько 521,9 світлових років від Сонця.

## Фізичні характеристики
Зоря HD172044 обертається 
порівняно повільно 
навколо своєї осі. Проєкція її екваторіальної швидкості на промінь зору становить  Vsin(i)= 44км/сек.

## Пекулярний хімічний склад
Зоряна атмосфера HD172044 має підвищений вміст 
Hg
.

## Магнітне поле
Спектр даної зорі вказує на наявність магнітного поля у її зоряній атмосфері.
Напруженість повздовжної компоненти поля оціненої з аналізу
становить 1316,5± 481,8 Гаус.